# Kunstkritikk
Kunstkritikk är en nätpublikation med fokus på kritik, debatt och kommentarer kring samtidskonst men publicerar även intervjuer, essäer och reportage inom samma fält.
Kunstkritikk grundades hösten 2003 som en norsk nätpublikation. År 2009 fick Kunstkritikk publiceringsstöd av norska staten. I maj 2011 expanderade Kunstkritikk till ytterligare tre nätupplagor: en dansk, en svensk och en internationell. Publikationen är organiserad som en stiftelse. År 2019 utgör Kunstkritikk en av de viktigaste samtidskonstpublikationerna i Skandinavien.